# Pro Bruxsel
Pro Bruxsel est un parti bruxellois créé le 16 avril 2008, dont les membres sont des citoyens bruxellois, de diverses origines linguistiques, sociales, ethniques et philosophiques.

## Revendications
1. La reconnaissance de Bruxelles en tant que région à part entière et au rayonnement national et international du point de vue commercial, social et culturel.
2. Un enseignement multilingue pour tous, déterminant dans la recherche d'un emploi.
3. La suppression de toutes les discriminations entre Bruxellois sur base de leur langue ou de leur culture et la lutte contre le taux de chômage de la capitale (une des régions les plus riches d'Europe).
4. Le prélèvement du précompte professionnel sur le lieu de travail.
5. La réduction de la congestion automobile, la favorisation des moyens de transport doux et la promotion du développement de secteurs économiques non polluants.
6. Des logements adaptés et financièrement abordables pour tous les Bruxellois.

## Personnalités
La présidence est assurée depuis octobre 2008 par un tandem bilingue constitué de Philippe Delstanche (Président) et Thierry Vanhecke (Vice-président).
Alain Maskens, corédacteur du Manifeste bruxellois et de l'Appel aux Bruxellois, cofondateur et ancien président de Manifesto, a apporté son soutien au parti en poussant deux fois les listes des élections régionales de 2009 et fédérales de 2010.

## Résultats et scrutins
Pro Bruxsel s'est présenté pour la première fois aux suffrages des électeurs lors des élections régionales du 7 juin 2009, pour la Région de Bruxelles-Capitale.
La loi électorale pour les scrutins communautaires et régionaux obligeant les candidats à choisir un rôle linguistique, Pro Bruxsel s'est vu obligé de déposer deux listes, une francophone et une néerlandophone, avec toutefois le même programme. Pro Bruxsel a obtenu plus de 8 000 voix, 2,4 % pour la liste néerlandophone et 1,7 % pour la liste francophone.
Ce score plus qu'honorable pour une première participation ne lui a cependant pas permis d'obtenir un siège au Parlement régional, une loi précisant que le seuil minimal à atteindre étant de 5 % des suffrages exprimés.
Pro Bruxsel s'est également présenté à la Chambre aux élections législatives anticipées du 13 juin 2010.
Lors des élections communales de 2012, Pro Bruxsel a obtenu un élu sur la liste GM+ à Watermael-Boitsfort. Jan Verbeek est membre du Collège en tant qu'échevin de la majorité.
Lors des élections de mai 2014, Pro Bruxsel a signé un accord d'apparentement avec le PTB, le B.U.B. et le Parti pirate pour le collège francophone.